# Riso in scatola
Riso in scatola, pubblicato nel 1983, è un album di Benito Urgu che raccoglie delle gag registrate in studio nei primi anni '80. Uscito inizialmente in musicassetta, è stato ristampato su CD nel 2003 da Frorias Edizioni.

## Tracce
Testi di Benito Urgu.
1. Riso in scatola (Parte Prima) – 16:00
2. Riso in scatola (Parte Seconda) – 15:39